# ددوال
ددوال (به لاتین: Dadwal) یک منطقهٔ مسکونی در افغانستان است که در ولسوالی مندوزی واقع شده‌است. ددوال ۱٬۲۶۷ متر بالاتر از سطح دریا واقع شده‌است.